# Клингменс-Дом
Клингменс-Дом (англ. Clingmans Dome) — гора в США, расположена на границе штатов Северная Каролина (округ Суэйн) и Теннесси (округ Севир).
Высота — 2025 м над уровнем моря, относительная высота — 1373 м. Это третья по высоте гора Аппалачей, также и третья вершина США к востоку от Миссисипи. Клингменс-Дом является высочайшей точкой штата Теннесси и популярного туристического маршрута «Аппалачская тропа».
На высоте свыше 1000 м склоны горы вплоть до вершины покрыты хвойными лесами, где преобладают ель красная и пихта Фразера (Abies fraseri).
Индейцы чероки называли гору Кувахи («территория шелковиц»), но в 1859 году гора была переименована Арнольдом Гийо в честь её исследователя Томаса Ланье Клингмана, будущего героя Гражданской войны в США.
Сегодня гора Клингменс-Дом — часть горного хребта и одноимённого национального парка Грейт-Смоки-Маунтинс.